# GRACMON
El Grup de Recerca en Història de l'Art i del Disseny Contemporanis (GRACMON) és un grup de recerca interdisciplinària a la Universitat de Barcelona, especialitzat en l'estudi del Modernisme, el Noucentisme i el Disseny a Catalunya. Investigant diverses manifestacions artístiques es va especialitzar en el modernisme. El grup és pioner en e-research i gestiona el Centre de Documentació d'Art Català del Modernisme al Noucentisme, un punt de referència en el sector que conserva materials microfilmats i un fons de fotografies. Ha contribuït a la recerca acadèmica sobre el disseny en realitzar «magnífiques cronologies interactives».
El 2014 va iniciar una col·laboració amb Amical Wikimedia en un projecte per crear i millorar articles de temàtica relacionada amb la història de l'art i del disseny contemporanis. El 2015 va organitzar una exposició amb la Fundació La Pedrera amb el títol Modernisme. Art, tallers i indústries aliena al sorroll mediàtic habitual que sol reduir el modernisme a l'activitat d'uns pintors i arquitectes estrelles.

## Publicacions
- Ruta Europea del Modernisme[6]
- Joaquim Folch i Torres: Llibre de viatge (1913-1914) (reedició comentada, 2013)[7][8]
- Pensar i interpretar l'oci, 2013.[9]